# الحمدة

قبيلة الحمدة والنسبة إليهم (الحُميدي) هي قبيلة عربية عريقة تستوطن منطقة الطائف في الحجاز وترجع أصولها إلى بني عوف (عوف الأحلاف) من
قبيلة ثقيف وتمتد ديارهم على مسافات واسعة من منطقة الطائف فيما يعرف قديما وإلى الآن باسم قرية المُليساء إحدى قرى وادي
لقيم  وينتشر أفراد القبيلة حاليا في قرية المليساء والمثناة وأجزاء من مدينة
الطائف.
أما منازلهم القديمة فقد امتدت من المثناة جنوبا حتى العارمية أو القديرة شمالا وتمتلك القبيلة مزارع المثناة والسلامة والعقيق ووادي وج والقيم.

## النسب والعشائر
كانت قبيلة ثقيف قديما تنقسم إلى فرعين رئيسين هما عوف الأحلاف وبني مالك. وعوف الأحلاف سُمُّوا بذلك نسبة إلى تحالف فرع من بني جشم وهم غاضرة بن حطيط بن
جشم، تحالفوا مع عوف وتركوا أبناء عمومتهم بني مالك بن حطيط بن جشم. وذكر في كتاب رسول الله صلى الله عليه وسلم لثقيف حسب ما أورده أبو عبيد القاسم بن سلام في كتاب الأموال صفحة 247 (على بني مالك أميرهم وعلى الأحلاف أميرهم). ويرجع نسب الحمدة سكان الطائف وما حوله إلى عوف الأحلاف من ثقيف.
وتنقسم القبيلة إلى عدد من العشائر المعروفة قديمًا وحديثًا وهم: النغور والوداودة والمقدًّم وذوو بريك وذوو مسلم والعرامية والمهادية وذوو معروف.
وهناك أيضا عشيرة الزربات، ومنهم: آل سفر آل صالح وآل مسفر وآل أحمد وآل سعد وآل محمد علي
ولدى آل سعد مشيخة قبيلة الحمدة حاليا ومنهم
1 الشيخ محمدسعيد الحميدي شيخ قبيلة الحمدة
2 الشيخ سعد بن محمدسعيد الحميدي شيخ قبيلة الحمدة
وعشيرة العرافية وهم أحفاد الشيخ محمد ابوعرف أحد مشايخ ثقيف في وثيقة قديمة سنة 1203 هجري، ومنهم: الزراقي وآل عيد وآل زائر.
وكانت لدى آل زاير مشيخة قبيلة الحمدة سابقا ومنهم
1 الشيخ زاير بن احمد الحميدي شيخ قبيلة الحمدة
2 الشيخ عايش بن زاير الحميدي شيخ قبيلة الحمدة
3 الشيخ احمد بن زاير الحميدي شيخ قبيلة الحمدة
وعشيرة الزواهرة، ومنهم: آل عبد السلام وآل محمد.
ومن عشائر قبيلة الحمدة أيضا القواسم الذين لديهم حجة قديمة على مزارع وادي القيم مؤرخة سنة 854هجري ومنهم أيضا درويش بن قاسم أحد مشايخ قبيلة ثقيف في وثيقة قديمة سنة 1203 هجري، وذوو سميح، والعقلان، والجرشان، والمطالقة، وذوو هندي.

## قرى قبيلة الحمدة قديمًا وحديثًا
أولا السلامة وسكانها النغور، ومنهم شيخ قبيلة ثقيف والملقب بالعفيف عبد الله بن محمد النغر الحميدي الثقفي والذي كان مقربا من أشراف مكة وله بهم صلات وتردد ذكره في عدد من الأحداث في كثير من كتب تاريخ مكة وأخبارها وسيتم ذكرها. ولا يزال في السلامة ما يعرف ببستان النغر إلى الآن.
ثانيا قرية الهضبة، سكانها بعض ذوي سميح وبعض من عشيرة الزواهرة. ولا يزال بها سكان منهم إلى الآن، وقد ذكرها صاحب «إهداء اللطائف» وتعرف المنطقة الآن بباب الريع أو حارة أسفل.
ثالثا المثناة، وقد عرفت بهذا الاسم في القرن العاشر الهجري أما قبل ذلك فتعرف بوج، وسكانها بعض عشيرة الجرشان وبعض عشيرة الزواهرة، ولا يزالون فيها إلى الآن.
رابعا قرية العقيق، وسكانها عشيرة العرامية وبعض ذوي سميح والوداودة والمقدًّم.
خامسا القيم وتعرف قديمًا باسم «وادي لقيم»، والراجح أن لقيم هو اسم رجل، كما أورد ذلك صاحب «لسان العرب» في مادة لقم بقوله (قال ابن بري لُقَيم اسم رجل. قال الشاعر: لُقَيم بن لُقْمانَ من أُخْتِه.. وكان ابنَ أُخْتٍ له وابْنَما).
وقد ذُكر في «شرح مقامات الحريري» الجزء الخامس صفحة 134 أن الشاعر هو النمر بن تولب، وقد ذكرت القيم سنة 613 هـ، وذكرها الميورقي في «بهجة المهج»
ويضم وادي لقيم الآن مزارع وقرى كثيرة، ومن قرى وادي لقيم المليساء وهي في أعلى الوادي ويسكنها جمع كبير من عشائر قبيلة الحمدة من الزربات
والعرافية والمطالقة والجرشان والعقلان وبعض الزواهرة وبعض القواسم وبعض ذوي سميح وبعض ذوي هندي. وأكثر عدد وسكان من قبيلة الحمدة في قرية المليساء الآن.

ووادي القيم أعلاه المليساء وأسفله المريسية والجبال المطلة على القديرة، ومن قراه القديمة: المختلطة والحسيرج والمرقب والطويلة والسريج والخضراء والخضيرة والسالمية وأم الفضلين وأم صدعين والمريسية. وقد كان يسكن هذه القرى والمزارع المحيطة بها من عشائر قبيلة الحمدة قديمًا وحديثًا: ذوو هندي وذوو معروف والمهادية والقواسم وذوو بريك وبعض عشيرة العرافية وذوو مسلم. وفي وادي لقيم قرى أخرى سكانها من غير الحمدة وهي حديثة الأسماء ومنها: البخاتين والغنامين وسور النوامي والحلقة وغيرها.

## من أعلام قبيلة الحمدة
- شيخ قبيلة ثقيف وهو عبد الله بن محمد النغر الحميدي الثقفي وهو من أعيان ثقيف ومشاهيرهم في القرن العاشر الهجري وكان مقربًا من أشراف مكة وله صلات وثيقة بهم. وقد ترددت الروايات في ذكره في عدد من الأحداث.

منها ما أورده جار الله بن العز بن النجم بن فهد المكي في «نيل المنى بذيل بلوغ القرى لتكملة إتحاف الورى» مخطوطة مكتبة الحرم في حوادث سنة 916 هـ أن عبد الله بن محمد النغر الحميدي الثقفي أرضى الشريف بركات بوجبة من عين السلامة.
ومنها حضوره للحرب التي وقعت سنة 925 هـ بين جند الشريف بركات بن محمد بن بركات وبين الأورام أو الروم وهم من الأتراك بمكة في شهر ذي الحجة وشهد عبد الله القتال وعدًّه ابن فهد في كتابه «نيل المنى..» الجزء الأول صفحة 201-202 أحد أعيان الجرحى في تلك الحرب التي دامت من بعد العصر حتى قرب العشاء، كما جرح فيها ابن للشريف حميضة وغيره.
وذكر ابن فهد في أحداث سنة 942 هـ أن النغر باع أرضًا في الطائف ثم بدا لمشتريها الرجوع والإقالة فحصل بذلك خلاف بين اثنين من علماء المالكية في شأن غراس الشجر والثمر.
وقد أورد الجزيري في كتابه «الدرر الفرائد المنظمة في أخبار الحاج وطريق مكة المعظمة» الجزء الثالث صفحة 1797-1798 من خلال وصفه لطرق الحج قصة لأحد العلماء وهو القاضي محيي الدين الشلبي ابن قاضي العسكر الجمالي يوسف بن علي الشهير بالفناري وهو من الأتراك الذين يعرفون في ذلك العصر بالروم أو الأورام وقد بقيت هذه التسمية إلى عهد قريب فذكر أن هذا الشيخ حج سنة 945 هـ في عهد الشريف محمد بن بركات بن محمد بن بركات ثم جاور بمكة بعد إتمام نسكه وفي شهر صفر من عام 946 هـ سافر إلى الطائف لتوعك جسده من الحر فاكترى ثلاثين جملًا له ولأتباعه وهناك قام أحد العرب وهو من قبيلة مطير بنهب بعض ممتلكاته فجعل القاضي عليه عيونا فلما عاد للسرقة رماه بعض من معه فوقع ميتا، فأمر بقطع أطرافه وتعليقه على شجرة ليرهب غيره فعزمت قبيلة مطير على الأخذ بثأره فلجأ القاضي إلى عصبة من أهل الطائف منهم العفيف عبد الله النغر شيخ ثقيف فقاموا بحمايته حتى أوصلوه إلى مكة سالمًا ويقال أن الشريف أرسل من رافقه إلى مكة.
- الشاعر أحمد الوديود الحميدي الثقفي المتوفي سنة 1300 هـ، وهو من شعراء ثقيف وقد ضاع أكثر شعره على الراجح وفقد بموت حفاظه ورواته ولم يتبقًّ منه سوى بعض القصائد التي خلدها التاريخ لما احتوته من الحكم والصور الشعرية الرائعة التي يتذوقها كل صاحب أدب وذوق رفيع.
- مقيبل بن أحمد الوديود الحميدي الثقفي المتوفى سنة 1325 هـ

وهو ابن الشاعر أحمد الوديود، وقد كان فقيرًا فأتى الطائف المدينة وتعلم مبادئ القراءة والكتابة وأقام فيه يقرئ الأطفال ويكتب الرسائل وله قصائد عديدة. وقد أورد أحمد السباعي في كتابه «تاريخ مكة» وقعة تاريخية بين قبائل زبيد وبشر ومعبد وشريف مكة عون الرفقي عام 1300 هـ، وقد انتصرت بشر ومعبد على شريف مكة حسب ما يتناقله الرواة من أشعار.
وقد أورد خير الدين الزركلي في كتابه «ما رأيت وماسمعت من دمشق إلى مكة» قصيدة للشاعر مقيبل الوديود الحميدي الثقفي من أهل الطائف الذي شارك في المعركة ضمن جيش الشريف وامتدح فيها قبائل بشر ومعبد ومنها:
ياذيب فيده تعشى من بعد ماكنت طيان
واعوى ونادى الذياب الي تعاوي فالشعيبي
نعمين يابشر ومعبد حموا مدعوج الأعيان
عيوا على العار والميلان راحت كسيبي